# Microsoft Management Console
Microsoft Management Console (MMC) é uma ferramenta da Microsoft que através de módulos, permite o fácil gerenciamento de um sistema baseado em Windows NT (a partir do Windows 2000). Exemplos de módulos comuns são o Active Directory, o Desfragmentador de Disco e o Microsoft Exchange Server.